# Saint-Christophe-du-Bois
Pour les articles homonymes, voir Saint-Christophe.
Ne pas confondre avec la commune de Saint-Christophe-des-Bois (Ille-et-Vilaine).
Saint-Christophe-du-Bois est une commune française située dans le département de Maine-et-Loire en région Pays de la Loire.
La commune s’étend sur 2 175 hectares, du bourg de Mortagne-Sur-Sèvre aux rives de la Moine. Ses habitants sont appelés les Christophoriens.

## Géographie

### Localisation
Commune des Mauges, Saint-Christophe-du-Bois est situé à 7 km de Cholet et 66 km d’Angers. Ce secteur marque la rencontre de trois départements : le Maine-et-Loire, dont Saint-Christophe-du-Bois dépend administrativement, la Vendée par Saint-Hilaire-de-Mortagne et Mortagne-sur-Sèvre, et les Deux-Sèvres par le Puy-Saint-Bonnet (rattachée à Cholet depuis septembre 1973).

### Communes limitrophes
Les communes limitrophes de Saint-Christophe-du-Bois sont :
- Cholet, au nord-est (Maine-et-Loire)
- La Séguinière, au nord (Maine-et-Loire)
- La Romagne, au nord-ouest (Maine-et-Loire)
- Le Longeron, à l'ouest (Maine-et-Loire)
- Évrunes, au sud (Vendée)
- Mortagne-sur-Sèvre, au sud (Vendée)
- Le Puy-Saint-Bonnet, au sud-est (Maine-et-Loire)

### Géologie et relief
Le territoire de Saint-Christophe se trouve sur un plateau, en pente vers la rivière de la Moine, du plateau des Mauges,.
Le sous-sol est généralement granitique.

### Climat
Pour des articles plus généraux, voir Climat des Pays de la Loire et Climat de Maine-et-Loire.
En 2010, le climat de la commune est de type climat océanique altéré, selon une étude du CNRS s'appuyant sur une série de données couvrant la période 1971-2000. En 2020, Météo-France publie une typologie des climats de la France métropolitaine dans laquelle la commune est exposée à un climat océanique et est dans la région climatique Bretagne orientale et méridionale, Pays nantais, Vendée, caractérisée par une faible pluviométrie en été et une bonne insolation.
Pour la période 1971-2000, la température annuelle moyenne est de 11,7 °C, avec une amplitude thermique annuelle de 14,1 °C. Le cumul annuel moyen de précipitations est de 753 mm, avec 12,3 jours de précipitations en janvier et 6,4 jours en juillet. Pour la période 1991-2020, la température moyenne annuelle observée sur la station météorologique de Météo-France la plus proche, sur la commune de Cholet à 6 km à vol d'oiseau, est de 12,3 °C et le cumul annuel moyen de précipitations est de 772,5 mm,. Pour l'avenir, les paramètres climatiques de la commune estimés pour 2050 selon différents scénarios d'émission de gaz à effet de serre sont consultables sur un site dédié publié par Météo-France en novembre 2022.

## Urbanisme

### Typologie
Au 1er janvier 2024, Saint-Christophe-du-Bois est catégorisée bourg rural, selon la nouvelle grille communale de densité à sept niveaux définie par l'Insee en 2022.
Elle appartient à l'unité urbaine de Saint-Christophe-du-Bois, une unité urbaine monocommunale constituant une ville isolée,. Par ailleurs la commune fait partie de l'aire d'attraction de Cholet, dont elle est une commune de la couronne,. Cette aire, qui regroupe 26 communes, est catégorisée dans les aires de 50 000 à moins de 200 000 habitants,.

### Occupation des sols
L'occupation des sols de la commune, telle qu'elle ressort de la base de données européenne d’occupation biophysique des sols Corine Land Cover (CLC), est marquée par l'importance des territoires agricoles (91,4 % en 2018), en diminution par rapport à 1990 (94,6 %). La répartition détaillée en 2018 est la suivante :
prairies (42 %), terres arables (40,9 %), zones agricoles hétérogènes (8,5 %), zones urbanisées (4,9 %), zones industrielles ou commerciales et réseaux de communication (2,2 %), forêts (1,5 %). L'évolution de l’occupation des sols de la commune et de ses infrastructures peut être observée sur les différentes représentations cartographiques du territoire : la carte de Cassini (XVIIIe siècle), la carte d'état-major (1820-1866) et les cartes ou photos aériennes de l'IGN pour la période actuelle (1950 à aujourd'hui).

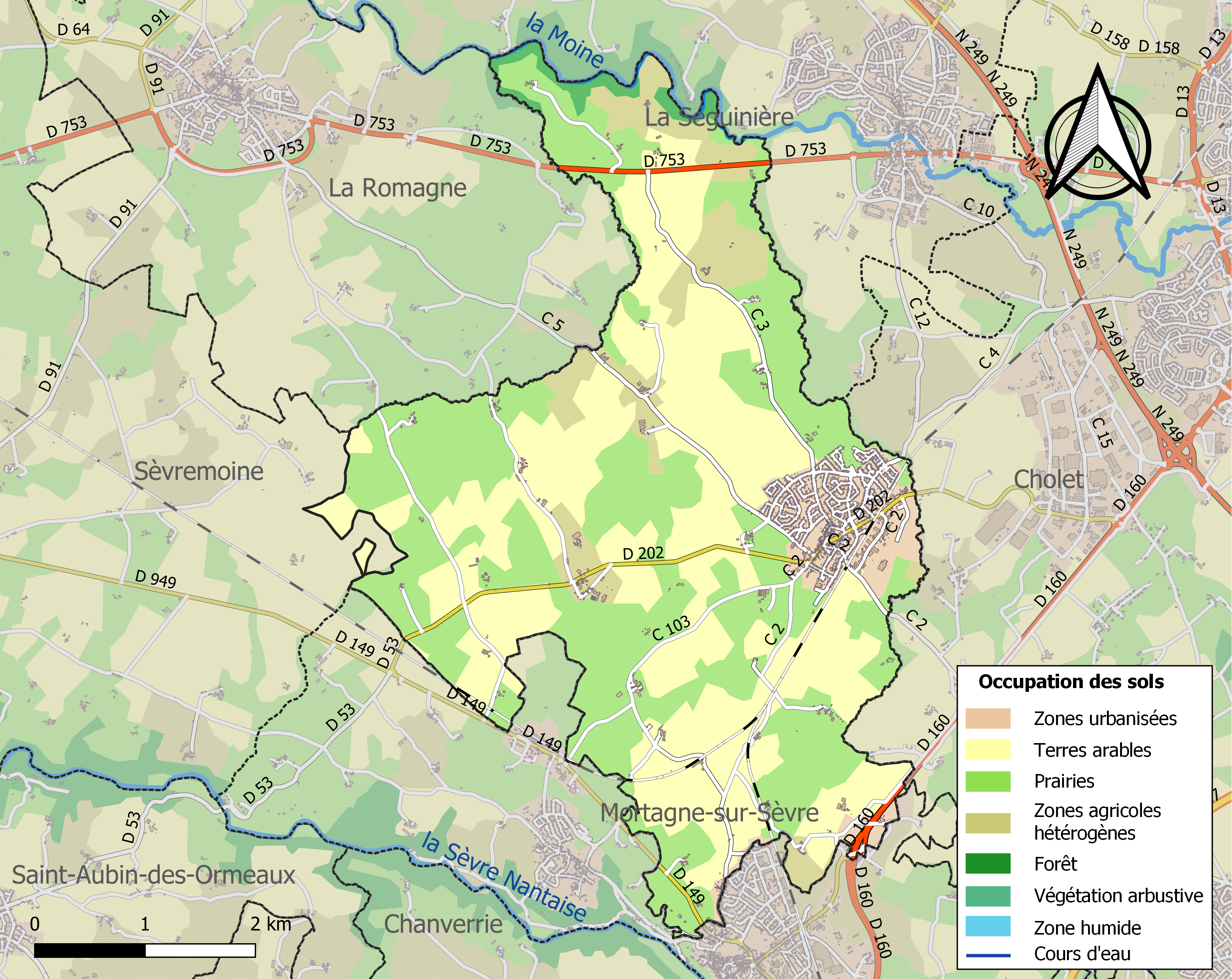
Carte des infrastructures et de l'occupation des sols de la commune en 2018 (CLC).

## Toponymie
Saint-Christophe-du-Bois apparaît tout d'abord sous le nom de Ecclesiæ Sancte Christofori de Bosco en 1197, puis Saint Christophe en 1793 (An II), et Saint-Christophe-du-Bois en 1801. On note également Saint-Christophe-des-Bois en 1845.

## Histoire
Une double voie traversait le pays, l'une montant du sud au nord et l'autre se dirigeant au nord-est.
On ignore la date de la fondation de la paroisse, qu'une tradition orale attribue sans explication à saint Maurille. L'église détruite au XIXe attestait la construction au moins au XIe siècle.

## Politique et administration

### Administration municipale
| Période                                  | Période                     | Identité               | Étiquette | Qualité |
| ---------------------------------------- | --------------------------- | ---------------------- | --------- | --- |
| Les données manquantes sont à compléter. |                             |                        |           | |
| An IV                                    |                             | Jean Mercier           |           | |
| Ier messidor an VIII                     |                             | Jean Brouard           |           | |
| février 1826                             |                             | Sébastien Mineau       |           | Cordier |
| 1834                                     |                             | Joseph Baudry          |           | |
| 23 août 1848                             |                             | Alexis Marchand        |           | Tisserand |
| février 1853                             | 1860 (démission)            | Jean Audfray           |           | Sabotier |
| 7 août 1860                              | 17 juillet 1861 (démission) | Eugène Moutel          |           | |
| janvier 1862                             |                             | Michel Manceau         |           | Cultivateur |
| 1904                                     | 1912                        | Dominique Audfray      |           | |
| 1912                                     | 1935                        | Louis Blouin           |           | Cultivateur |
| 1935                                     | 1945                        | Benjamin Brémond       |           | Commerçant |
| 1945                                     | mars 1971                   | Jean-Baptiste Vigneron |           | Exploitant agricole, maire honoraire                                                                            |
| mars 1971                                | mars 1977                   | Joseph Manceau         |           | Agriculteur |
| mars 1977                                | mai 2004 (démission)        | Michel Manceau         | DVD       | Professeur de collège retraité Conseiller général de Cholet-III (1994 → 2008) Vice-président du conseil général |
| mai 2004                                 | mars 2014                   | René-Luc Vigneron      | DVD       | Agriculteur |
| mars 2014                                | En cours (au 26 mai 2020)   | Sylvain Sénécaille,    | SE        | Chef d'entreprise                                                                                               |

### Intercommunalité
La commune est membre de la communauté d'agglomération Agglomération du Choletais depuis la disparition de la communauté d'agglomération du Choletais.

## Population et société

### Évolution démographique
L'évolution du nombre d'habitants est connue à travers les recensements de la population effectués dans la commune depuis 1793. Pour les communes de moins de 10 000 habitants, une enquête de recensement portant sur toute la population est réalisée tous les cinq ans, les populations de référence des années intermédiaires étant quant à elles estimées par interpolation ou extrapolation. Pour la commune, le premier recensement exhaustif entrant dans le cadre du nouveau dispositif a été réalisé en 2007.

En 2022, la commune comptait 2 843 habitants, en évolution de +5,34 % par rapport à 2016 (Maine-et-Loire : +2,12 %, France hors Mayotte : +2,11 %).
| 1793  | 1800 | 1806 | 1821 | 1831 | 1836 | 1841 | 1846 | 1851 |
| ----- | ---- | ---- | ---- | ---- | ---- | ---- | ---- | ---- |
| 1 009 | 809  | 641  | 805  | 790  | 849  | 870  | 877  | 872  |

| 1856 | 1861 | 1866 | 1872 | 1876 | 1881 | 1886  | 1891 | 1896 |
| ---- | ---- | ---- | ---- | ---- | ---- | ----- | ---- | ---- |
| 933  | 971  | 938  | 918  | 938  | 968  | 1 001 | 954  | 937  |

| 1901 | 1906 | 1911 | 1921 | 1926 | 1931 | 1936 | 1946 | 1954  |
| ---- | ---- | ---- | ---- | ---- | ---- | ---- | ---- | ----- |
| 973  | 964  | 954  | 876  | 890  | 905  | 907  | 969  | 1 009 |

| 1962 | 1968  | 1975  | 1982  | 1990  | 1999  | 2006  | 2007  | 2012  |
| ---- | ----- | ----- | ----- | ----- | ----- | ----- | ----- | ----- |
| 987  | 1 029 | 1 302 | 1 885 | 2 282 | 2 501 | 2 658 | 2 680 | 2 607 |

| 2017  | 2022  | - | - | - | - | - | - | - |
| ----- | ----- | - | - | - | - | - | - | - |
| 2 755 | 2 843 | - | - | - | - | - | - | - |

### Vie locale
Présences à la fin du XXe siècle d'équipements sportifs (salle de sports, terrains de football, courts de tennis) et d'équipements culturels (maison de loisirs, bibliothèque, salle des fêtes, foyer de jeunes).

## Économie
Proche de Cholet, l'activité de tissage se développe au XVIIe siècle.
Sur 164 établissements présents sur la commune à fin 2010, 23 % relèvent du secteur de l'agriculture (pour une moyenne de 17 % sur le département), 9 % du secteur de l'industrie, 14 % du secteur de la construction, 45 % de celui du commerce et des services et 10 % du secteur de l'administration et de la santé. Cinq ans plus tard, en 2015, sur les 175 établissements présents, 12 % relèvent du secteur de l'agriculture (pour une moyenne de 11 % sur le département), 10 % du secteur de l'industrie, 13 % de celui de la construction, 54 % du secteur du commerce et des services et 11 % de celui de l'administration et de la santé.

## Culture locale et patrimoine

### Lieux et monuments

#### L'ancienne église

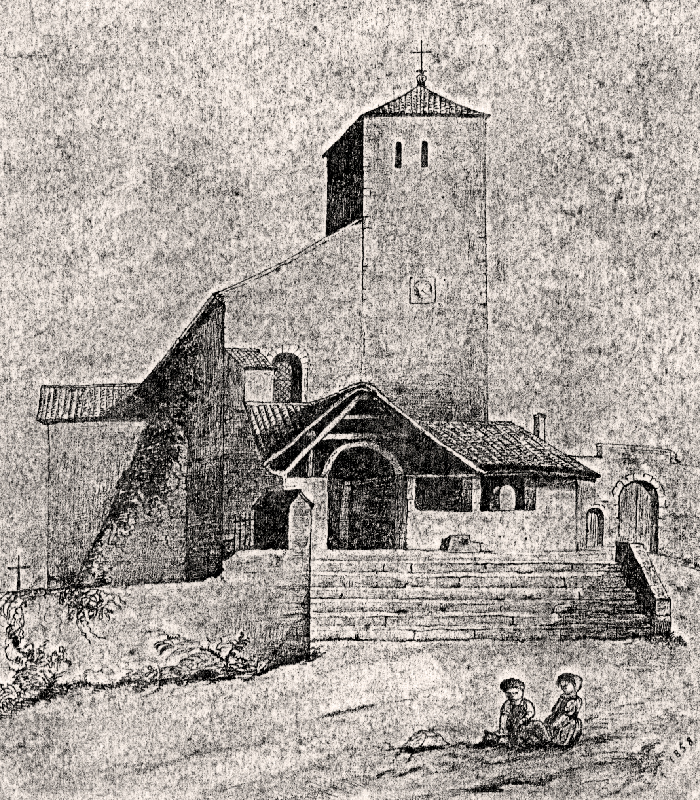
L'ancienne église.

L’ancienne église de Saint-Christophe-du-bois datait du XVe siècle et, après avoir été incendiée par les Huguenots lors des guerres de Religion, fut remaniée au cours du XVIe siècle.
En 1865, devenue trop petite et vétuste, elle fut en grande partie démolie pour être remplacée par l’église actuelle, construite un peu plus loin. Son emplacement fut ensuite occupé par l’école communale de filles (actuellement salle Pasteur), construite en 1868-1869. La façade des salles de classe a été bâtie au droit des anciens transepts, tandis que la surface de la nef est devenue celle de la cour de récréation.
Quelques vestiges de l’ancienne église subsistent encore aujourd'hui, dont une partie du mur sud de la nef donnant sur la cour du presbytère, sur lequel on distingue toujours la souche d’un contrefort et la saillie que formait le clocher à cet endroit. De même, à l’intérieur de l’actuelle salle Pasteur, de récents travaux de rénovation ont révélé la présence d’une ouverture en granit surmontée d’un arc ogival. Enfin, sur l’angle extérieur sud-ouest du bâtiment, une pierre en légère saillie était originellement le claveau formant le sommier d’un arc qui traversait le transept sud et reliait le chœur à la nef.

#### L'église actuelle

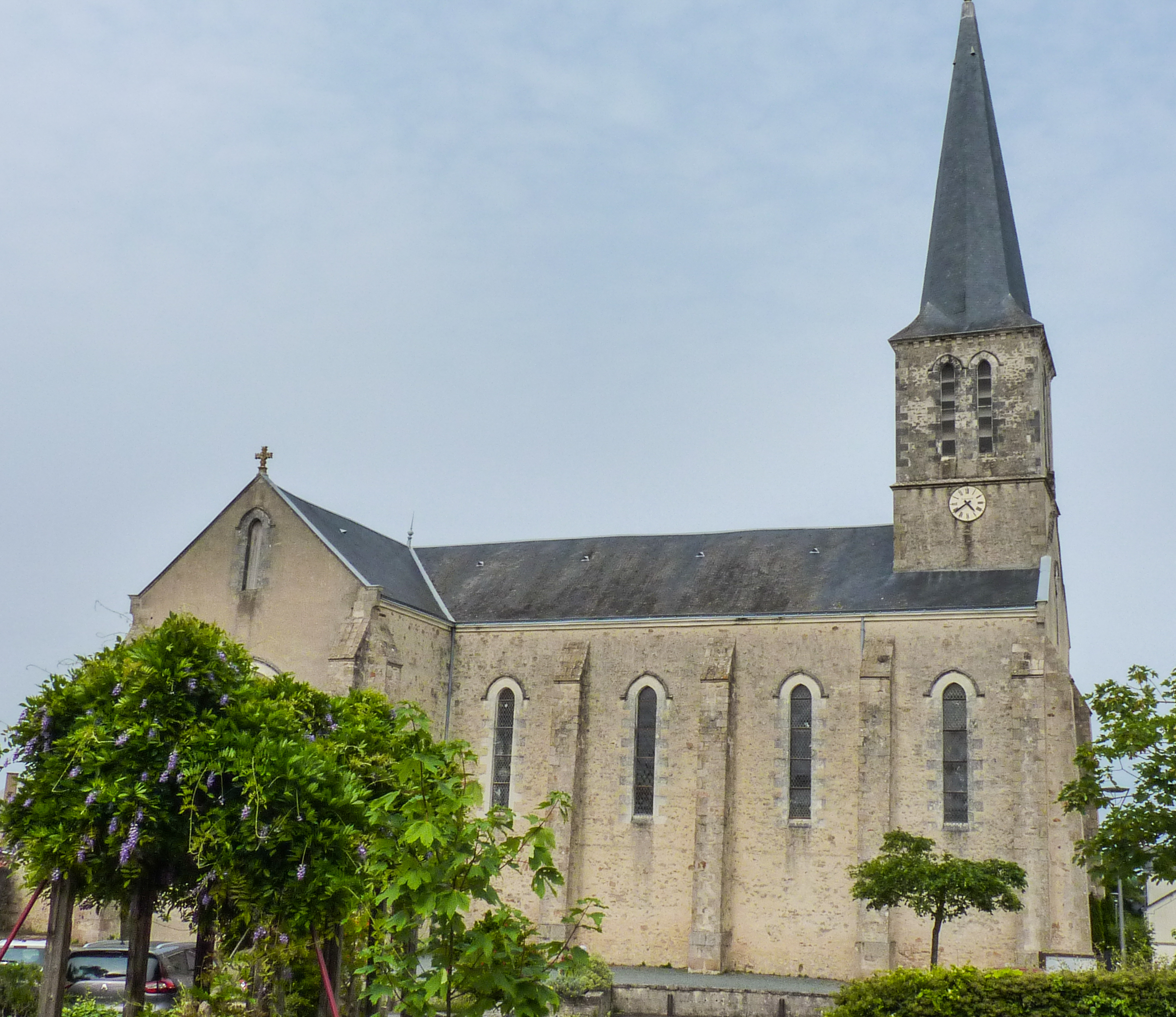
L'église de Saint-Christophe.

L’église actuelle, œuvre de l'architecte J. Simon et dédiée à saint Christophe (succursale, 5 nivôse an XIII), a été bâtie par adjudication du 22 novembre 1860 à peu de distance de l’ancienne, aujourd'hui démolie, mais de l’autre côté du presbytère. Elle ne fut achevée qu’en 1864, le plan ayant été profondément modifié au cours des travaux, et l’orientation ayant elle-même été changée. L’édifice, de style ogival très à la mode de cette époque, se termine par un chœur à cinq pans coupés dont les vitraux, représentant la Vierge entre saint Christophe et saint Louis, sont signés Thierry, d’Angers (1867). Le maître-autel est en marbre blanc sculpté représentant la légende du Sacré-Cœur. Dans la nef, les statues de saint Christophe et de saint Jean sont signées de Chapeau, d’Angers. Pour tout tableau, une copie fort abîmée du Christ en croix de Philippe de Champaigne, par Jacquème en 1872, est encore exposée dans la chapelle.

#### Le presbytère
L'ancienne cure datait du XVe siècle, et son abandon avait déjà été proposé en 1870 pour vétusté. Ce n'est qu'à la suite d'une lettre de l'évêque d'Angers du 30 mars 1875, argumentée en ce sens, que la construction du presbytère actuel a été décidée (4 avril 1875). Les plans sont de M. Benaitreau, architecte à Cholet.

#### L'hôtel Baron
La maison, qui tirait son nom des propriétaires, monsieur et madame Baron, est situé au principal carrefour du village que formaient alors les rues du Maréchal Leclerc, de la Libération, Pasteur et du Poitou et dont l'espace, dégagé à cet endroit, délimite la place de la Fontaine. "Cet hôtel disposait de vastes dépendances et logeait "à pied et à cheval". On y organisait également des noces et des banquets".
Bien que la façade sur rue soit de proportions modestes, les piédroits et les linteaux ouvragés des ouvertures lui confèrent un noble caractère qu'on ne retrouve nulle part ailleurs dans le centre bourg, et en font une des plus intéressantes.

#### La mairie actuelle

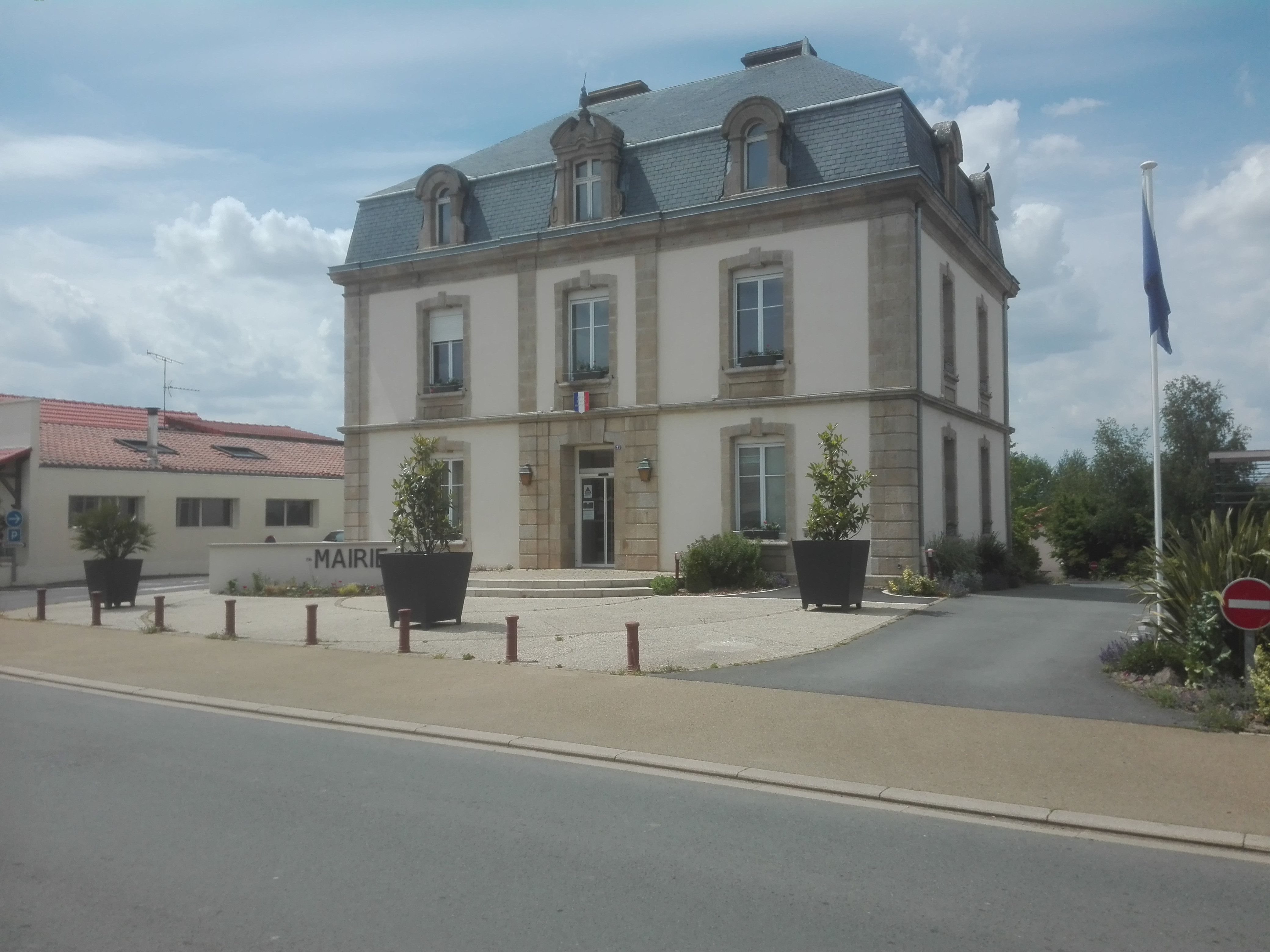
La mairie de Saint Christophe.

Située au no 31 rue du Maréchal-Leclerc, cette ancienne maison de maître comprenant de vastes dépendances était la demeure d'un négociant en bestiaux, M. Breteaud-Counil. Le 5 octobre 1961, le conseil municipal décide de l'acquérir afin de la transformer en mairie et agence postale. L'inauguration eut lieu le 1er décembre 1962.

#### La chapelle de la Proutière
La chapelle de la Proutière, bâtie dans la ferme du même nom et située sur la route de la Romagne, a été édifiée en 1689. On s'y rendait en pèlerinage pour guérir les enfants de la peur et ceux qui tardaient à faire leurs premiers pas. Elle abrite encore aujourd'hui une piéta en bois polychrome qui a échappé à la fureur révolutionnaire.

#### Saint-Lazare
Saint-Lazare, situé sur les confins de Saint-Christophe-du-Bois et, pour partie, sur la commune de Mortagne-sur-Sèvre, est un hameau qui tire son nom d'une léproserie dont la chapelle était autrefois à la présentation du Doyen de Saint-Laurent-sur-Sèvre. On s'y rendait en pèlerinage pour la guérison des maladies de la peau.

#### L’ancien prieuré de la Haye
Cet ancien prieuré de l'abbaye de la Reau, dans la chapelle duquel furent célébrés de nombreux mariages au XVIIe siècle, était déjà connu au XIIe siècle. Les bâtiments actuels sont reliés par un porche couvert et, sur la façade de la chapelle, une pierre porte la date 1764. Autrefois dédié à saint Blaise, l’ancien prieuré renferme un escalier en chêne tourné, d'élégantes cheminées de granit et une charpente en forme de coque de bateau inversée.

#### Le pont de La Rousse
Le pont de la Rousse, dont les deux arches enjambent le ruisseau de la Copechanière, a été construit à l'époque gallo-romaine le long de l'ancienne voie romaine venant de Mortagne-sur-Sèvre.

### Personnalités liées à la commune
- Pinard (Jean ~ ; Saint-Christophe-du-Bois, 1768, † 1794). Il fut membre du Comité révolutionnaire de Nantes.
- Barré (Sophie Victoire Perrine ~, née Boulloys ; Saint-Christophe-du-Bois le 28 octobre 1781, † Saint-Christophe-du-Bois le 4 août 1868).
Fille de Charles-Lazare Boulloys, docteur en médecine. Des neuf enfants que comptait la famille Boulloys, sept périrent dans l’armée vendéenne après le passage de la Loire à Saint-Florent-le-Vieil, sauf Joseph et Sophie, alors âgée de douze ans.
En compagnie de sa sœur aînée, elle suivit l’armée vendéenne jusqu’au Mans, mais elles furent vite séparées peu après avoir quitté cette ville pour prendre la direction de Laval. La sœur de Sophie fut arrêtée et, une fois relâchée, ne tarda pas à mourir des souffrances endurées. Sophie Boulloys fut alors laissée dans un château d'où elle prit la fuite, craignant d'être dénoncée. De nouveau attrapée, elle fut emmenée à Ancenis avant d'être conduite en prison, à Saumur. De 1795 à 1796, Sophie Boulloys est réfugiée à Châteaubriant avant de revenir à Saint-Christophe-du-Bois.
Elle épousa Lin-Leu-Laud-Luc Barré, qui fut sous-préfet de Beaupréau de 1800 à 1814, et qui était veuf depuis longtemps. Lorsqu’il mourut, à Chartres en 1834, Mme Barré se retira à Saint-Christophe-du-Bois où, en 1860, elle fit don de dix mille francs pour la construction de la nouvelle église et quatre cents francs de rente au bureau de bienfaisance. Mme Barré, qu'on appelait également la mère des pauvres, mourut à Saint-Christophe-du-Bois le 4 août 1868, dans sa quatre-vingt-septième année[32].
- L'abbé Eugène Bossard (1853-1905), historien, natif de la commune.